# Substância extremamente inflamável

Símbolo de risco "F^{+}" inerente as substâncias que apresentam alto risco de incêndio.

Segundo a Diretiva (União Europeia) 67/548/EEC sobre a rotulagem de substâncias perigosas, são classificadas como substâncias de risco extremamente inflamáveis ou substâncias extremamente inflamáveis todas e quaisquer substâncias que se enquadram nas seguintes características:
- Líquidos inflamáveis que possuem baixo ponto de fulgor (abaixo de 0 °C) e um baixo ponto de ebulição (abaixo de 35 °C);
- Gáses que a condições normais de pressão e a temperatura ambiente formam misturas explosivas com o ar. Por ex.: éter, hidrogênio, acetileno, propano, etc;

O recipiente onde tais substâncias estão sendo guardadas ou armazenadas devem conter por lei a indicação F+ (de high flammable) e o símbolo de uma chama enquadrado num quadrado alaranjado.